# نیاسن
نیاسن، روستایی از توابع بخش رحیم‌آباد شهرستان رودسر در استان گیلان ایران است. این روستا با روستاهای سیارستاق، سرده، لات محله و بازار محله همسایه بوده و در ۵۲ کیلومتری بخش رحیم آباد و در ۶۷ کیلومتری جنوب شرقی شهرستان رودسر واقع شده‌است. از نقاط دیدنی این روستا مسیح کش را می‌توان نام برد.

## جمعیت
این روستا در دهستان سیارستاق ییلاقی قرار دارد و براساس سرشماری مرکز آمار ایران در سال ۱۳۸۵، جمعیت آن ۹۳ نفر (۲۷خانوار) بوده‌است.